# Danh sách đĩa đơn quán quân năm 1947 (Mỹ)
Đây là danh sách đĩa đơn đứng đầu của Hoa Kỳ trong năm 1940, được xuất bản trong tạp chí âm nhạc Billboard. Trước khi bảng liệt kê Hot 100 được phát hành chính thức vào tháng 8/1958, bảng xếp hạng Billboard đưa ra các đánh giá khác nhau vào mỗi tuần. Năm 1940, có ba loại bảng xếp hạng:
1. Bán chạy nhất (Bestseller) - Bảng xếp hạng các đĩa đơn bán chạy nhất tại các đại lý bán lẻ, dựa trên thông tin cung cấp bởi các cửa hàng được khảo sát trên toàn Hoa Kỳ.
2. Phát trên làn sóng phát thanh (được các DJ sử dụng nhiều nhất) - Bảng xếp hạng các bài hát được phát thanh trên hầu hết các đài phát thanh Hoa Kỳ, dựa trên thông tin cung cấp bởi các DJ và các đài phát thanh.
3. Jukebox (được các máy phát nhạc tự động Jukebox mở nhiều nhất[1]) - Bảng xếp hạng các bài được chơi nhiều nhất bằng máy jukeboxe trên toàn nước Mỹ.

Dưới đây là các bài hát đứng đầu bảng xếp hạng Bán chạy nhất:
| Ngày phát hành | Bài hát                                       | Nghệ sĩ            | Nguồn |
| -------------- | --------------------------------------------- | ------------------ | ----- |
| 4 tháng 1      | "The Old Lamp-Lighter"                        | Sammy Kaye         |       |
| 11 tháng 1     | "The Old Lamp-Lighter"                        | Sammy Kaye         |       |
| 18 tháng 1     | "The Old Lamp-Lighter"                        | Sammy Kaye         |       |
| 25 tháng 1     | "The Old Lamp-Lighter"                        | Sammy Kaye         |       |
| 1 tháng 2      | "The Old Lamp-Lighter"                        | Sammy Kaye         |       |
| 8 tháng 2      | "The Old Lamp-Lighter"                        | Sammy Kaye         |       |
| 15 tháng 2     | "(I Love You) For Sentimental Reasons"        | The King Cole Trio |       |
| 22 tháng 2     | "Open the Door, Richard"                      | Count Basie        |       |
| 1 tháng 3      | "Managua, Nicaragua"                          | Freddy Martin      |       |
| 8 tháng 3      | "Managua, Nicaragua"                          | Freddy Martin      |       |
| 15 tháng 3     | "Heartaches"                                  | Ted Weems          |       |
| 22 tháng 3     | "Heartaches"                                  | Ted Weems          |       |
| 29 tháng 3     | "Heartaches"                                  | Ted Weems          |       |
| 5 tháng 4      | "Heartaches"                                  | Ted Weems          |       |
| 12 tháng 4     | "Heartaches"                                  | Ted Weems          |       |
| 19 tháng 4     | "Heartaches"                                  | Ted Weems          |       |
| 26 tháng 4     | "Heartaches"                                  | Ted Weems          |       |
| 3 tháng 5      | "Heartaches"                                  | Ted Weems          |       |
| 10 tháng 5     | "Heartaches"                                  | Ted Weems          |       |
| 17 tháng 5     | "Heartaches"                                  | Ted Weems          |       |
| 24 tháng 5     | "Heartaches"                                  | Ted Weems          |       |
| 31 tháng 5     | "Heartaches"                                  | Ted Weems          |       |
| 7 tháng 6      | "Mam'selle"                                   | Art Lund           |       |
| 14 tháng 6     | "Mam'selle"                                   | Art Lund           |       |
| 21 tháng 6     | "Peg o' My Heart"                             | The Harmonicats    |       |
| 28 tháng 6     | "Chi-Baba, Chi-Baba (My Bambino Go to Sleep)" | Perry Como         |       |
| 5 tháng 7      | "Chi-Baba, Chi-Baba (My Bambino Go to Sleep)" | Perry Como         |       |
| 12 tháng 7     | "Chi-Baba, Chi-Baba (My Bambino Go to Sleep)" | Perry Como         |       |
| 19 tháng 7     | "Peg o' My Heart"                             | The Harmonicats    |       |
| 26 tháng 7     | "Peg o' My Heart"                             | The Harmonicats    |       |
| 2 tháng 8      | "Peg o' My Heart"                             | The Harmonicats    |       |
| 9 tháng 8      | "Smoke! Smoke! Smoke! (That Cigarette)"       | Tex Williams       |       |
| 16 tháng 8     | "Smoke! Smoke! Smoke! (That Cigarette)"       | Tex Williams       |       |
| 23 tháng 8     | "Smoke! Smoke! Smoke! (That Cigarette)"       | Tex Williams       |       |
| 30 tháng 8     | "Smoke! Smoke! Smoke! (That Cigarette)"       | Tex Williams       |       |
| 6 tháng 9      | "Smoke! Smoke! Smoke! (That Cigarette)"       | Tex Williams       |       |
| 13 tháng 9     | "Smoke! Smoke! Smoke! (That Cigarette)"       | Tex Williams       |       |
| 20 tháng 9     | "Near You"                                    | Francis Craig      |       |
| 27 tháng 9     | "Near You"                                    | Francis Craig      |       |
| 4 tháng 10     | "Near You"                                    | Francis Craig      |       |
| 11 tháng 10    | "Near You"                                    | Francis Craig      |       |
| 18 tháng 10    | "Near You"                                    | Francis Craig      |       |
| 25 tháng 10    | "Near You"                                    | Francis Craig      |       |
| 1 tháng 11     | "Near You"                                    | Francis Craig      |       |
| 8 tháng 11     | "Near You"                                    | Francis Craig      |       |
| 15 tháng 11    | "Near You"                                    | Francis Craig      |       |
| 22 tháng 11    | "Near You"                                    | Francis Craig      |       |
| 29 tháng 11    | "Near You"                                    | Francis Craig      |       |
| 6 tháng 12     | "Near You"                                    | Francis Craig      |       |
| 13 tháng 12    | "Ballerina"                                   | Vaughn Monroe      |       |
| 20 tháng 12    | "Ballerina"                                   | Vaughn Monroe      |       |
| 27 tháng 12    | "Ballerina"                                   | Vaughn Monroe      |       |